# 大阪市交通局100系電車
大阪市交通局100系電車（おおさかしこうつうきょく100けいでんしゃ）は、大阪市交通局のAGT（新交通システム）・ニュートラム南港ポートタウン線用の車両である。1981年（昭和56年）に運転開始。
本項では、1991年（平成3年）10月から運転を開始したステンレス車体の大阪市交通局100A系電車および100A系とほぼ共通の設計で1997年（平成9年）に製造された大阪港トランスポートシステムOTS100系電車についても記述する。

## 概要
1981年（ニュートラム）3月16日にニュートラム（南港ポートタウン線）開業と同時に運用を開始した車両で、開業当初からすべての列車がコンピュータ制御による自動運転によって運行されている。1991年からは一部の列車で無人運転を開始したが、住之江公園駅における暴走事故（後述）や、2006年（平成18年）4月14日に発生したゆりかもめの車輪脱輪事故の直後などには添乗員を乗せた有人運転を行ったほか、通常時でもごくまれに、平日朝ラッシュ時などに乗務員の運転訓練のため、有人手動運転を行っている列車がある。
本系列は製造時期により、1 - 2次車の100系と、改良型にあたる3 - 7次車の100A系の2種類に分けることができる。ただし、100A系登場時の時点ではこの名称はなく、単に「100系3次車」と記載されている。

## 100系
100系は1981年のニュートラムの開業時に導入された車両で、全16編成が製造された。編成は住之江公園方から105形 - 102形 - 100形 - 101形の4両編成を組み、103形と104形は6両編成化計画に備えて欠番とされた。この付番方法は後に導入された100A系および200系にも引き継がれている。
車両価格（1次車）は総計で33億810万円であり、1編成（4両）あたり約2億5,446万円（1両あたり約6,361万円）である。
本形式は新潟鉄工所を中心に、住友商事、住友電気工業、東洋電機製造が共同で開発した新交通システム「NTS（ニュートランシステム）」に準拠した車両・システムである。このほかATC・ATOは日立製作所が、ATC受信部・TD装置は日本信号が、ブレーキ装置は日本エヤーブレーキ（当時）が、タイヤを横浜ゴムが、扉・窓関係をアルナ工機などが担当し、地元大阪地区で大阪市交通局と関係が深い近畿車輛が艤装・設計・製作を担当している
。
1979年（昭和54年）8月に新潟鐵工所で試作車（第01編成4両）が製造され、同社大山工場（1998年閉鎖）内のNTS実験線（ニュートランシステム試験線）で、走行試験が実施された。この試験結果を元に、量産車が設計された。
営業運転開始当初には1次車の第01 - 13編成が投入され、続いて1986年（昭和61年）に輸送力増強用の2次車として第14 - 16編成が投入された。製造メーカーは第01 - 07編成と第14 - 16編成が新潟鐵工所、第08 - 13編成が近畿車輛である。また、第01 - 05編成と第14・15編成は鉄道事業法の認可を受けて製造されたのに対して、第06 - 13編成と第16編成は軌道法の認可を受けて製造された。
車体は普通鋼または耐候性鋼板製である。1次車は製造当初、ウレタン充填タイヤを装備していたが、乗り心地が良くないため1982年（昭和57年）9月から空気タイヤに変更された。2次車は製造当初から空気タイヤが装備されている。基礎ブレーキは油圧式のディスクブレーキを使用する。
落成時点の車両の電機品（主電動機、制御装置、補助電源装置、集電装置、運転台機器など）は、すべて東洋電機製造が担当した。制御方式はサイリスタ位相制御（可逆式サイリスタレオナード制御）を採用しており、ブレーキ装置は日本エヤーブレーキ製の回生ブレーキ併用電気指令式空気ブレーキ（HRD-1形）を装備している。編成は2両で1ユニットを構成しており、1両2軸のうち片側の車両が動力軸となっている。
主電動機は東洋電機製造製TDK-8820-A形直流分巻電動機、1時間定格90 kWである。補助電源装置は東洋電機製造製で、三相交流600V（60Hz）を変圧器により単相交流100V（60Hz・非定電圧）に変換、さらに蛍光灯用として定電圧変圧器で定電圧化した単相交流100V、蓄電池用として整流器により直流100Vに変換を行う。空気圧縮機と暖房装置には三相交流600Vがそのまま給電されるが、冷房装置には専用の変圧器で三相交流440Vならびに三相交流220Vが供給される（冷房用変圧器は各車両に搭載、17 kVA）。
運転台の主幹制御器は東洋電機製造製のワンハンドル方式で、ATO自動運転時は力行・常用ブレーキとも9段構成だが、手動運転時は力行3ノッチ（2・6・9ノッチ）、常用ブレーキは4段（2・4・5・7段）と非常が選択できる。運転台は、自動運転時に添乗員が使用する列車無線送受話器部と手動運転時に使用する速度計、主幹制御器部を別々にカバーできる。
海浜部を走行することから塩害による普通鋼製車体の老朽化が進行したため、100A系への置き換えにより1994年（平成6年）から1997年（平成9年）にかけて1次車が廃車となり、2次車も2002年（平成14年）に廃車された。第06編成（1次車）の先頭車1両が緑木車両管理事務所に保存されており、通常は非公開であるが、市電保存館公開時などには公開されている。
編成一覧
| 編成     | 竣工年月  | メーカー   | 廃車           | 備考                         |
| -------- | --------- | ---------- | -------------- | ---------------------------- |
| 第1編成  | 1981年1月 | 新潟鉄工所 | 1995年3月31日  |                              |
| 第2編成  | 1981年1月 | 新潟鉄工所 | 1996年2月6日   |                              |
| 第3編成  | 1981年1月 | 新潟鉄工所 | 1996年11月7日  |                              |
| 第4編成  | 1981年1月 | 新潟鉄工所 | 1997年12月16日 |                              |
| 第5編成  | 1981年1月 | 新潟鉄工所 | 1996年9月11日  |                              |
| 第6編成  | 1981年1月 | 新潟鉄工所 | 1997年12月16日 | 緑木にて保存                 |
| 第7編成  | 1981年1月 | 新潟鉄工所 | 1994年12月2日  |                              |
| 第8編成  | 1981年1月 | 近畿車輛   | 1995年11月29日 |                              |
| 第9編成  | 1981年1月 | 近畿車輛   | 1996年10月9日  |                              |
| 第10編成 | 1981年1月 | 近畿車輛   | 1997年12月16日 |                              |
| 第11編成 | 1981年1月 | 近畿車輛   | 1995年10月31日 |                              |
| 第12編成 | 1981年1月 | 近畿車輛   | 1995年9月28日  |                              |
| 第13編成 | 1981年1月 | 近畿車輛   | 1994年9月29日  | 住之江公園駅暴走衝突事故廃車 |
| 第14編成 | 1986年3月 | 新潟鉄工所 | 2001年11月17日 |                              |
| 第15編成 | 1986年3月 | 新潟鉄工所 | 2001年3月21日  |                              |
| 第16編成 | 1986年3月 | 新潟鉄工所 | 2002年3月22日  |                              |

### 事故
1993年（平成5年）10月5日、住之江公園行きの列車として運行されていた第13編成が、終点の住之江公園駅で本来の停止位置に停車せず暴走し、車止めに激突して先頭車両が大破する事故が発生、乗客215人が重軽傷を負った。この事故の影響により、運転が再開された同年11月19日から2000年（平成12年）2月19日までの期間は添乗員（車掌相当）が乗務していた。また、後に製造された200系では、第13編成が当初から欠番の措置が執られている。

## 100A系
100A系は1991年（平成3年）10月、輸送力増強用として第17・18編成の2編成が投入された。その後は100系の置き換え用として投入が進められ、1994年度には第19 – 21・31・32編成が、1995年度には第22 – 26編成が、1996年度には第27 – 29編成が、2001年度には第36・37編成が投入された。さらに2005年（平成17年）には、後述の大阪港トランスポートシステムOTS100系として製造された第33 – 35編成が本系列に編入され、第17 - 37編成の4両編成20本計80両の陣容となった（第30編成は欠番）。なお第31・32編成は、南港地区の発展による輸送力増強のため、港営事業の一環から支出して投入された車両である。
車体は無塗装のステンレス製（軽量ステンレス車体）で、前面のデザインは一新され、非常用貫通扉は横幅を拡大、さらに非運転席側にオフセットされた。前面には下側に赤いラインが、側面にはラインカラーであるセルリアンブルーのラインが入っている。前照灯は排障器部から前面窓の下に、尾灯は前面窓の下から上部へ位置を変更した。ニュートラムのロゴは先頭車両にのみ記されている。
最終増備車となった第36・37編成のみ、非常用貫通扉のドアハンドルが他車とは違う位置に設置され、窓ガラスの面積も縮小されている。ゴムタイヤには窒素ガスが充填されている。客用扉は車体側面の中央に1か所設置されている。
制御方式は100系から変更はないが、主電動機は同形式よりやや出力を向上させた東洋電機製造製のTDK-8821-A形（出力100 kW）、制御装置はRG708-A-M形にそれぞれ変更されている。台車は平行リンク式ユニット台車として乗り心地を向上、タイヤも小径サイズとなり車体への食い込み（タイヤハウス）がなくなった。

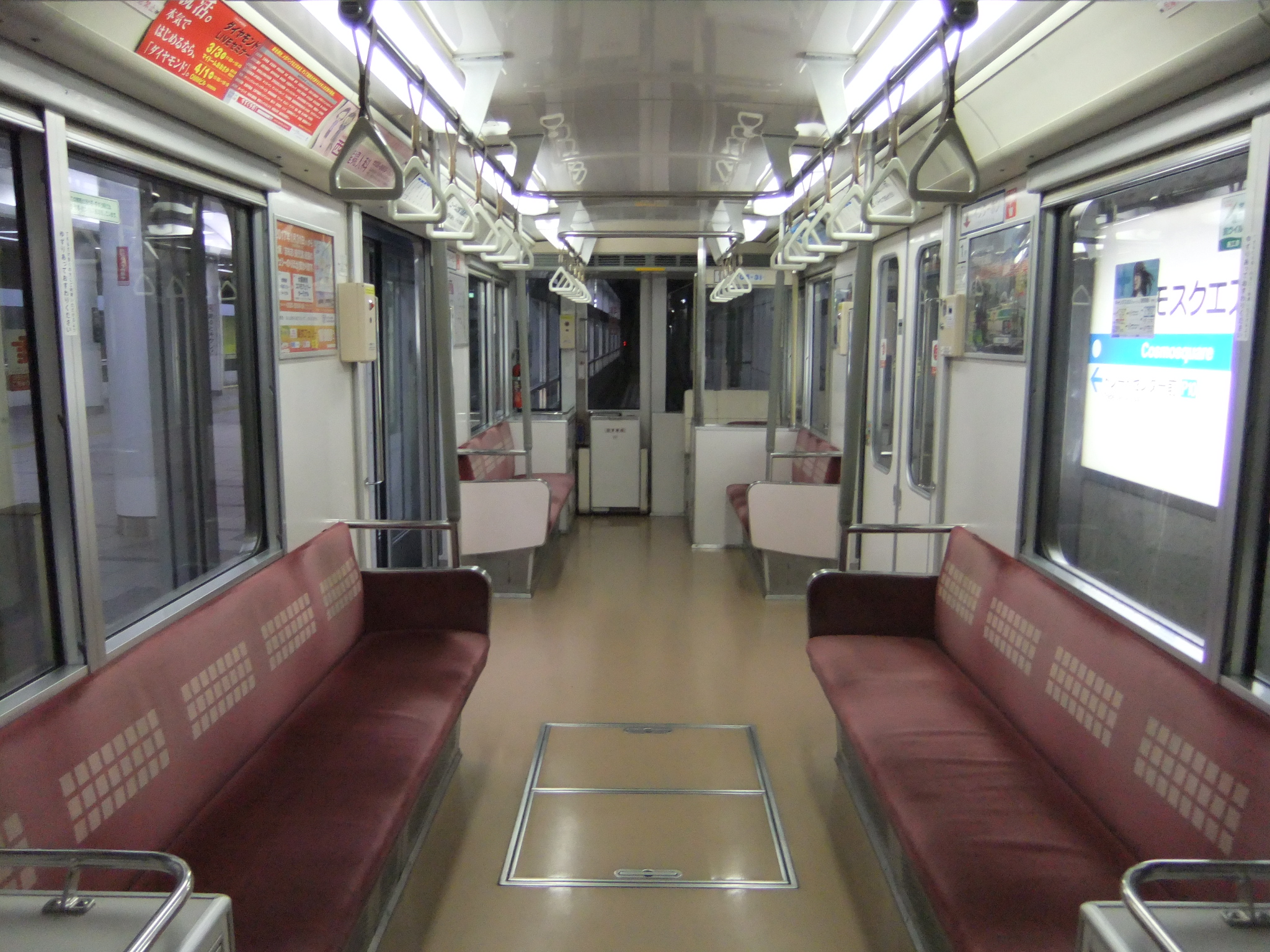
105-31車内

座席モケットは1人分の着席区分模様入りの赤系である。100系では連結面は機器室となっていたが、100A系では機器の小型化とタイヤハウスの廃止により、連結面の機器室は腰高の高さまでとなり、新たに妻面窓が設置された。ドア周辺部以外にはつり革が設置されているが、ドア周辺部の天井のパイプは設置されていない。また、ドア周辺部の握り棒にはウレタンが巻かれている。全編成ともコスモスクエア方先頭車両に車椅子スペースが設置されているが、車内非常通報装置は車椅子の高さで使うことはできない。ドアには交通局標準の点字入り車両・ドア位置案内も貼付されている。また、側面窓にはロールカーテンも設置している。
第19編成以降にはLED式の車内案内表示器が設置された。また、第27編成以降（第31・32編成除く）は扉のガラスが単板ガラスから複層ガラスに変更された。さらに、第36・37編成では先頭車の添乗員席を客室に開放したことで仕切りが廃され定員が1人増加したほか、優先席のモケットの色が青系に変更された。

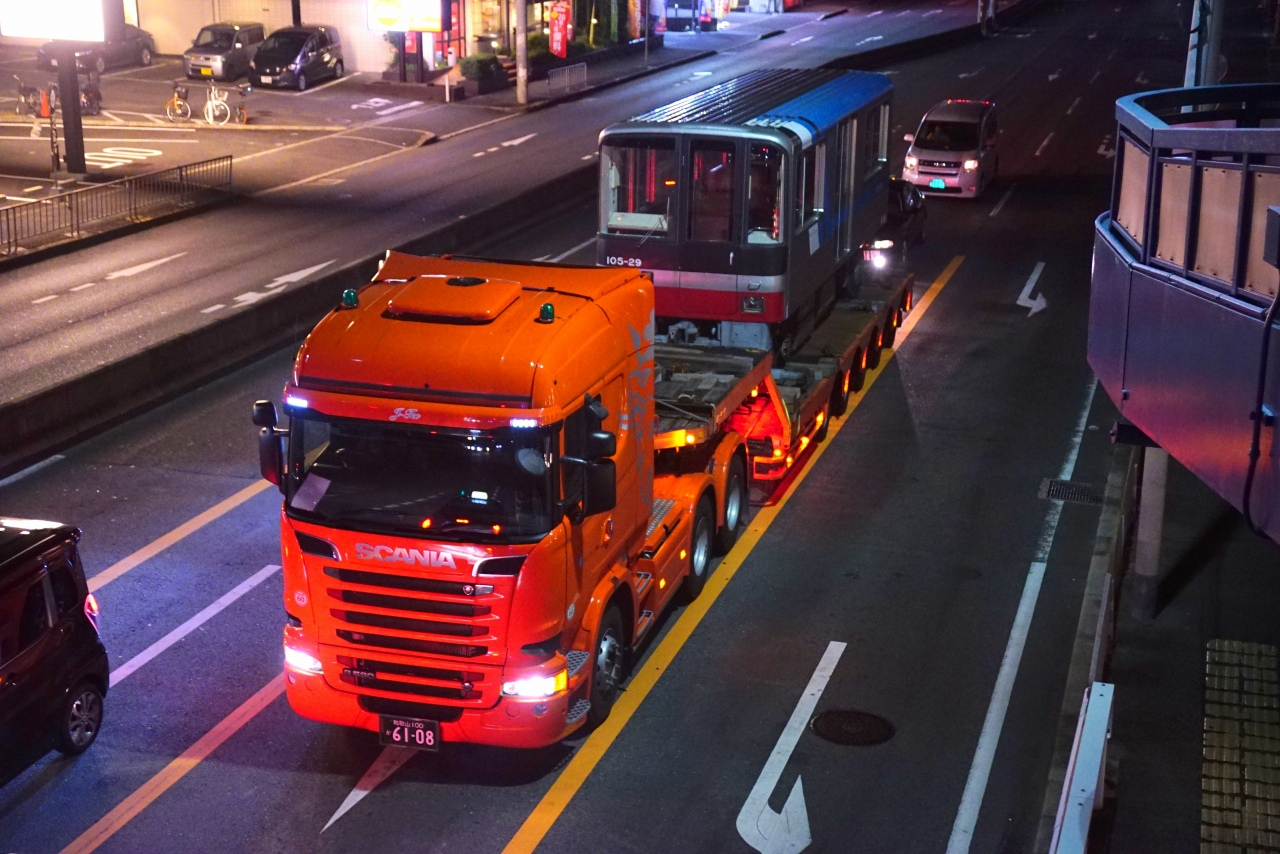
廃車される100A系

2016年6月には200系第1編成が運用を開始したことにより、第18編成が本形式初の廃車となった。その後も200系への置き換えによる廃車が進行したが、2018年（平成30年）4月の大阪市交通局民営化時点で残存していた車両は、大阪市高速電気軌道（Osaka Metro）に継承された。
2019年3月22日、最後まで残存していた第23編成が運用を終了し、本形式は全廃となった。運用終了後の同月23日には、事前応募制のさよなら撮影会が開催された。
編成一覧
| 編成番号 | 竣工年月       | メーカー   | 廃車           | 代替で投入された200系 | 備考                   |
| -------- | -------------- | ---------- | -------------- | --------------------- | ---------------------- |
| 第17編成 | 1991年8月29日  | 新潟鐵工所 | 2017年1月17日  | 201-04F               | 車内案内表示装置未設置 |
| 第18編成 | 1991年9月20日  | 新潟鐵工所 | 2016年6月30日  | 201-01F               | 車内案内表示装置未設置 |
| 第19編成 | 1994年9月28日  | 新潟鐵工所 | 2017年10月21日 | 201-11F               |                        |
| 第20編成 | 1994年10月2日  | 新潟鐵工所 | 2018年3月24日  | 201-14F               |                        |
| 第21編成 | 1994年11月15日 | 新潟鐵工所 | 2017年2月22日  | 201-06F               |                        |
| 第22編成 | 1995年9月27日  | 新潟鐵工所 | 2018年8月28日  | 201-18F               |                        |
| 第23編成 | 1995年10月30日 | 新潟鐵工所 | 2019年3月27日  | 201-21F               |                        |
| 第24編成 | 1995年11月28日 | 新潟鐵工所 | 2017年1月25日  | 201-05F               |                        |
| 第25編成 | 1995年12月27日 | 新潟鐵工所 | 2017年3月31日  | 201-07F               |                        |
| 第26編成 | 1996年2月5日   | 新潟鐵工所 | 2017年9月15日  | 201-10F               |                        |
| 第27編成 | 1996年9月10日  | 新潟鐵工所 | 2018年6月19日  | 201-16F               |                        |
| 第28編成 | 1996年10月8日  | 新潟鐵工所 | 2017年7月8日   | 201-08F               |                        |
| 第29編成 | 1996年11月6日  | 新潟鐵工所 | 2018年7月18日  | 201-17F               |                        |
| 第31編成 | 1995年1月25日  | 近畿車輛   | 2018年1月12日  | 201-12F               |                        |
| 第32編成 | 1995年2月14日  | 近畿車輛   | 2018年5月22日  | 201-15F               |                        |
| 第33編成 | 1997年5月30日  | 新潟鐵工所 | 2016年9月29日  | 201-02F               | 元OTS100系             |
| 第34編成 | 1997年6月27日  | 新潟鐵工所 | 2019年3月20日  | 201-20F               | 元OTS100系             |
| 第35編成 | 1997年7月22日  | 新潟鐵工所 | 2016年12月7日  | 201-03F               | 元OTS100系             |
| 第36編成 | 2001年11月16日 | 新潟鐵工所 | 2018年9月27日  | 201-19F               |                        |
| 第37編成 | 2002年3月18日  | 新潟鐵工所 | 2017年8月11日  | 201-09F               |                        |

第30編成は欠番　

## 大阪港トランスポートシステムOTS100系
大阪港トランスポートシステムOTS100系電車は、1997年のOTSニュートラムテクノポート線の開業に備えて、同年に3編成が製造された。車体は大阪市交通局100A系と同型であるが、前面の黒い部分が青色となり、側面帯や腰部の塗装が100A系と異なっている。交通局のニュートラムのロゴと同じ位置にOTSロゴが記されていた。車両番号は大阪市交通局100A系の続番で、第33 - 35編成とされた。
車内は海浜をイメージしたものであり、座席モケットは水色で、床材は薄茶色である。また化粧板は交通局より明るい白系の色が使われている。
2005年には大阪港トランスポートシステムの第一種鉄道事業撤退に伴い、車両はすべて大阪市交通局に売却され、100A系に編入されてOTS100系は形式消滅した。移籍に伴う変更はOTSロゴをニュートラムロゴに変えただけであり、車体はOTSカラーのままで、車内も座席以外はそのままであった。
第33・35編成は2016年に廃車となり、第34編成が元OTS100系としては唯一Osaka Metroへ継承されたが、2019年に廃車された。